# Ascaphus
Az Ascaphus a kétéltűek (Amphibia) osztályába, a békák (Anura) rendjébe és a farkosbékafélék (Ascaphidae) családjába tartozó nem. Az egyedüli békafajok, amelyek teste kifejlett korukban is farokban, helyesebben farokszerű függelékben végződik. Észak-Amerikában, Kanadában és az Amerikai Egyesült Államokban honosak.

## Rendszerezésük
A nembe az alábbi fajok tartoznak:
- hegyi farkosbéka (Ascaphus montanus) – Mittleman & Myers, 1949
- farkosbéka (Ascaphus truei) – (Stejneger, 1899)